# Albania (kommun i Santander, lat 5,77, long -73,86)
Albania är en kommun i Colombia.   Den ligger i departementet Santander, i den centrala delen av landet, 130 km norr om huvudstaden Bogotá. Antalet invånare är 4 473.